# Oberreut
Oberreut ist ein Stadtteil im Süden von Karlsruhe im Bundesland  Baden-Württemberg.
Der Ort liegt rund 2,5 Kilometer südwestlich der Karlsruher Innenstadt und südlich der B 10. Er hat rund 9.500 Einwohner. Zu erreichen ist der Stadtteil über die A5. (Ausfahrt 48) oder über die B10.

## Geschichte
Im Sommer 1964 wurden die ersten Häuser in Oberreut bezogen. Der Ort war nach dem bereits 1926 aufgestellten Generalbebauungsplan, auch Schneiderplan genannt, in der Gemarkung von Bulach entstanden. 
Auf einer Fläche von 100 Hektar entstand dort auf dem Reissbrett eine Wohnsiedlung für rund 12.000 Menschen. Im Jahre 1970 war die Bebauung der Waldlage beendet. 5700 Einwohner, anstatt der geplanten 4200, wohnten in den 1160 entstandenen Wohnungen. Danach wurde die Feldlage beplant.
Der Teilbebauungsplan „Oberreut-Feldlage I“ wurde 1969 als Satzung beschlossen. 439 Wohneinheiten für 1500 Menschen entstanden. 1980 kam dann der Bebauungsplan „Oberreut-Feldlage II“ hinzu. „Oberreut-Feldlage III“ folgte 1990.
So lebten am 30. Juni 1999 9956 Menschen (davon 9817 mit Hauptwohnsitz) in 4231 Wohnungen in Oberreut.

## Politik
Bei der Kommunalwahl 2019 war Oberreut der Karlsruher Stadtteil mit der geringsten Wahlbeteiligung (37,2 Prozent der Wahlberechtigten) und der einzige Karlsruher Stadtteil, in der die AfD mit 21,9 Prozent stärkste Partei wurde. Bei der Landtagswahl 2021 wurde die AfD in Oberreut mit 19,96 Prozent nach den Grünen und der CDU nur drittstärkste Partei, erzielte hier aber dennoch ihr bestes Resultat in Karlsruhe. In keinem der 27 Stadtteile Karlsruhes war die Wahlbeteiligung bei der Landtagswahl 2021 so niedrig wie in Oberreut (36,22 Prozent).
Bei der Bundestagswahl 2025 erzielte die AfD in Oberreut 36,5 Prozent; als einziger Stadtteil in Karlsruhe war hier die AfD stärkste Partei.

## Wirtschaft
- Die Deutsche Bausparkasse Badenia hat ihren Hauptsitz in Oberreut am Badeniaplatz.
- Neben einem Wochenmarkt gibt es mehrere Supermärkte

## Bildung
Neben der Anne-Frank-Schule Gemeinschaftsschule und der Sophie-Scholl-Realschule gibt es in diesem Stadtteil eine Glaserfachschule sowie die Engelbert-Bohn-Berufsschule.

## Sehenswürdigkeiten
Auf heutiger Oberreuter Gemarkung im Oberreuter Wald befindet sich die Ruine bei Oberreut.